# Großer Friedhof (Wrocław)

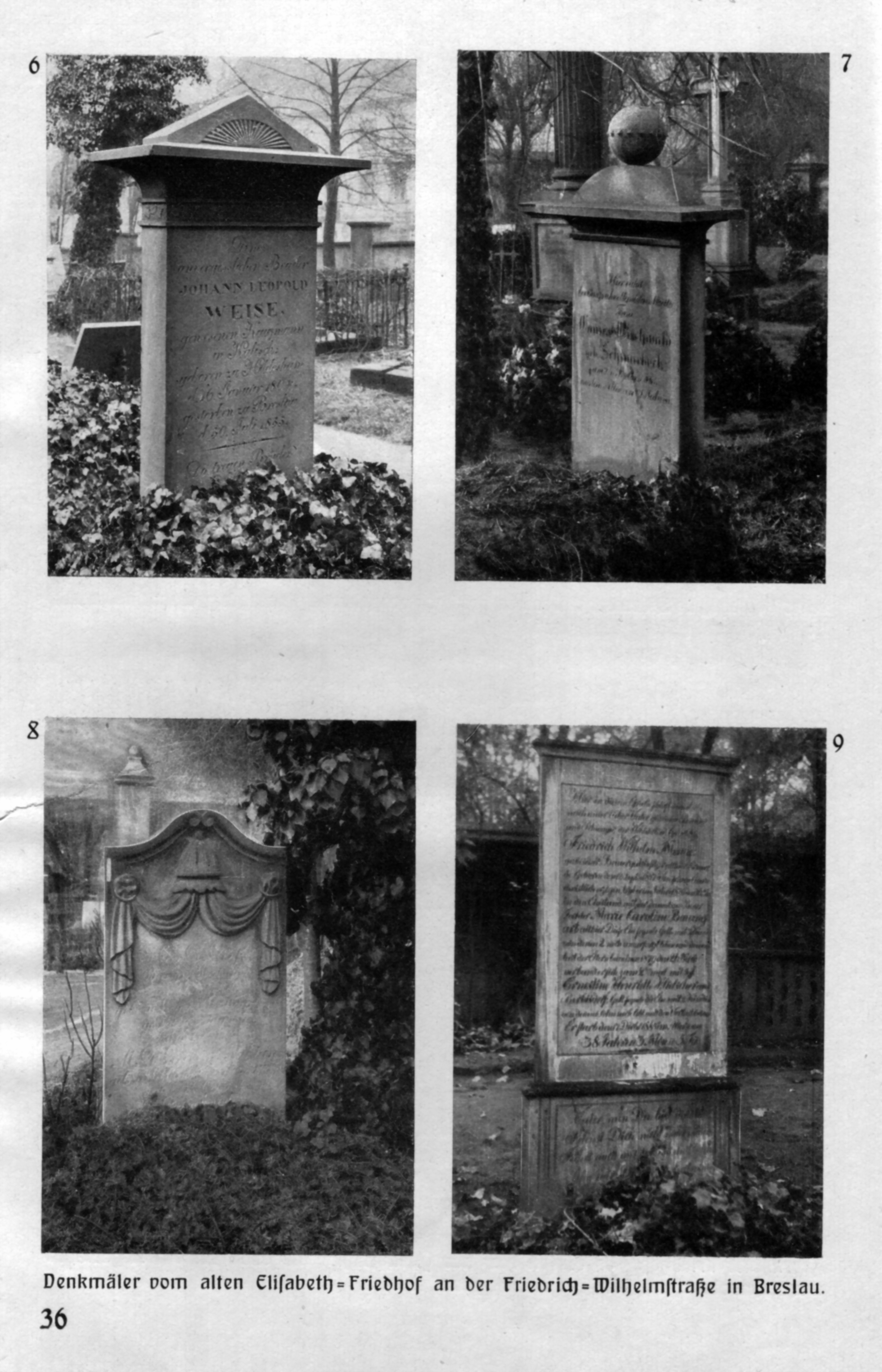
Sepulturas em 1926

O Großer Friedhof (também Elisabethfriedhof) foi um cemitério evangélico em Wrocław, no qual foram sepultadas diversas personalidades da Silésia. Foi destruído na década de 1950 e atualmente não resta nenhum vestígio seu.

## História
O cemitério foi instalado em 1777, entre a Friedrich-Wilhelm-Straße (ul. Legnicka), a Berliner Straße (ul. Braniborska), a Dessauer Straße (ul. Dobra) e a Mariannenstraße (ul. Trzemeska).
O cemitério com suas lápides e capela foi completamente desfeito em 1957, e atualmente sua área não é mais identificável.

## Sepultamentos
Juntamente com diversos prefeitos do século XIX foram sepultados dentre outros:
- Traugott Wilhelm Gustav Benedict (1785–1862), oftalmologista alemão
- Friedrich Wilhelm Berner (1780–1827), músico e compositor alemão
- Ernst Chladni (1756–1827), físico e astrônomo alemão
- Louis Eichborn (1812–1882), banqueiro e empresário
- August Hahn (1792–1863), teólogo alemão
- Heinrich von Korn (1829–1907), banqueiro, editor e mecenas da cidade
- Carl Gotthard Langhans (1732–1808), arquiteto alemão
- Gottfried Linke (1792–1867), industrial alemão
- Ernst Resch (1807–1864), pintor alemão